# Mnesilochus bushelli
Mnesilochus bushelli är en insektsart som först beskrevs av Bragg 2005.  Mnesilochus bushelli ingår i släktet Mnesilochus och familjen Phasmatidae. Inga underarter finns listade i Catalogue of Life.